# Бандера-Давидюк Володимира Андріївна
Володими́ра Андрі́ївна Банде́ра-Давидю́к (10 березня 1913, Старий Угринів, нині Калуського району Івано-Франківської області — 11 серпня 2001, Стрий, Львівська область) — українська громадсько-культурна діячка, учасниця національно-визвольного руху. Дочка Андрія Бандери, сестра Степана Бандери.
Жертва сталінського терору. Почесна громадянка Стрия.

## Біографія
У травні-вересні 1919 року перебувала на Тернопільщині. Навчалася в Стрийській гімназії. Одружилася й разом із чоловіком виховувала шістьох дітей. 23 березня 1946 року заарештована у Бориславі разом із чоловіком, священником Теодором Давидюком, який очолював Калуський повітовий провід ОУН. Засуджена 7 вересня 1946 року на 10 років виправно-трудових таборів і 5 років позбавлення прав з конфіскацією майна. У час, поки подружжя відбувало кару на далекій Півночі, діти опинилися в сиротинцях. Повернулася до України 1956 року.